# Niederung
Eine Niederung – auch Flussniederung genannt – im Sinne der Geomorphologie ist ein durch zwei Hochufer begrenzter und in sich nicht geschlossener Bereich der Erdoberfläche über dem Meeresspiegel mit Abfluss, der sich durch einen Fluss oder mehrere Flüsse in eine Flussterrasse eingegraben hat bzw. weiterhin eingräbt.

## Definition
Solche Niederungen sind meist flache, langgestreckte Einsenkungen der Erdoberfläche. Sie befinden sich in zumeist weitläufigen Tiefebenen an den Mittel- und Unterläufen der Flüsse.

## Beispiele
- Niger in der Massina, Mali, Afrika
- Elbniederung in Mittel- und Norddeutschland
- Pantanal in Brasilien, Bolivien und Paraguay
- Elchniederung (Tilsiter Niederung), Russland/Litauen